# Ivana Bašić
Ivana Bašić (serb. Ивана Башић; ur. 1986 roku w Belgradzie) – serbska rzeźbiarka i artystka multimedialna.

## Życiorys
Pochodzi z Serbii, ale od 2010 mieszka i tworzy w Nowym Jorku. W 2012 ukończyła studia z zakresu technologii cyfrowych w Tisch School of the Arts (New York University). Jej rzeźby tworzone z wosku, szkła i stali opisują wrażliwość i kruchość ludzkiego ciała. Pierwsza wystawa indywidualna jej prac Throat wanders down the blade..' została otwarta w 2016 w Londynie. W 2018 prace artystki zaprezentowano w belgradzkiej galerii Novembar.
Prace Ivany Bašić znajdują się w stałej ekspozycji nowojorskiego Whitney Museum of American Art.